# Flaga Ziemi
Flaga Ziemi – idea flagi reprezentującej planetę jako całość.

## FlagaDnia Ziemi

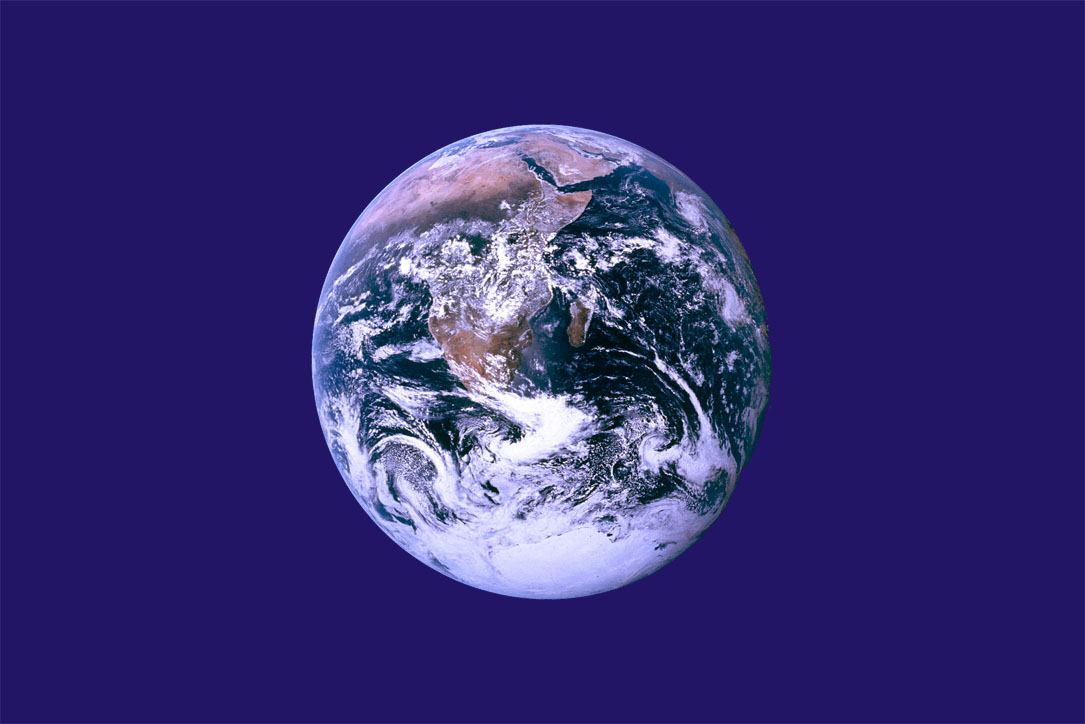
Flaga Dnia Ziemi

Wersja z 1970

Najbardziej popularną flagą jest obecnie flaga Dnia Ziemi. Na niebieskim tle znajduje się Blue Marble – zdjęcie Ziemi wykonane z pokładu Apollo 17. Widać na nim Afrykę, oraz Bliski Wschód. Flaga jest oficjalnie zgłoszona do FIAV jako flaga Ziemi. Jest najbardziej popularna nie tylko wśród weksylologów, ale wciąż nie jest oficjalna.
W pierwotnej wersji flagi z 1970 roku na niebieskim tle znajduje się to zdjęcie Ziemi, ale przerobione. Kolory i kształty chmur wyostrzono, a oceany zlano z kontynentami w jednolity błękit.

## Projekt

Projekt flagi Jamesa Cadle'a

W tym samym roku 1970 powstał projekt stworzony przez Jamesa W. Cadle, rolnika z Illinois. W tej wersji w centrum flagi znajduje się niebieskie koło reprezentujące Ziemię. Tuż za nim znajduje się fragment żółtego koła reprezentującego Słońce. Z drugiej strony znajduje się mniejsze, białe koło reprezentujące Księżyc. Wszystko to znajduje się na czarnym tle.
Flaga jest szczególnie popularna wśród naukowców SETI i uznawana przez ten projekt za oficjalną. Prawo do flagi posiada spółka Flag of Earth International Co. założona przez Cadle'a. W 2003 FIAV uznało ją jako flagę międzynarodową.

## Inne propozycje
- Za flagę świata uważana jest często flaga ONZ. Organizacja ta zrzesza prawie wszystkie kraje świata, nie pod względem politycznym czy gospodarczym, lecz jako całość. Także statki z misji Apollo miały pierwotnie na księżycu pozostawiać flagę ONZ a nie USA.
- Fibitz Reality Adjustment zgłosiło własny projekt flagi Ziemi. W dolnym prawym rogu znajduje się granatowy ćwierćokrąg reprezentujący ziemię. Otaczają go dwa cienkie paski – błękitny i zielony symbolizujące atmosferę. W przeciwnym rogu znajduje się Księżyc w 3 fazie. Wszystko znajduje się na czarnym tle.
- David Bartholomew zaprojektował flagę pod nazwą "One World Flag". W centrum znajduje się symbol podobny do znaku yin i yang, symbolizujący równowagę kontynentów (zieleń) z oceanami (niebieski). Znajduje się na białym tle. Obramowany jest przez cztery paski – czerwony, czarny, biały i żółty, z których każdy nachodzi na jeden róg.
- Projekt flagi George’a Dibberna jest jedynym projektem zawierającym znaki etniczne. W centrum znajduje się czerwony krzyż (krzyż św. Jerzego) za którym znajduje się niebieska obręcz – symbol Ziemi. W rogu natomiast umieszczona jest niebieska gwiazda. Wszystko na białym tle.
- Organizacja World Service Authority zaprojektowała własną propozycję flagi. Na fladze na biało-zielonym tle przedstawiono zieloną sylwetkę człowieka na żółtym prostokątnym polu.
- Jean-Sylvain Delroux zaprojektował własną wersję flagi. Ziemia została przedstawiona tak jak w projekcie Jamesa Cadle'a, ale w tle zamiast Słońca i Księżyca przedstawiono cztery trójkąty – biały, czarny, żółty i czerwony reprezentujące cztery rasy człowieka.
- The World Unity Flag Project zaprojektowało flagę bazującą na fladze świata. Zmieniony został układ flag państwowych, a w centrum zamiast mapy świata wstawiono zdjęcie Ziemi z misji Apollo 17.
- Hiszpański weksylolog Pedro M. Quesada zaprezentował na kongresie weksylologicznym w 2008 roku nowy projekt flagi. Na banderze od strony masztu znajdowały się kolejno: niebieski pas grubości 3/4 długości flagi, zielonym – 1/10, brązowym – 1/10 i pomarańczowym – 1/20 długości flagi.

## Flagi Ziemi wscience fiction
- W filmie Futurama flagą Ziemi była przerobiona flaga USA. Zamiast gwiazdek znajdowała się w ich miejscu miniatura planety.
- W Star Trek: Enterprise przedstawiono białą flagę z niebieskim konturem Ziemi.
- W Looney Tunes flagą Ziemi była jej miniaturowa mapa na żółtym tle, podobnie jak flaga Marsa
- W serialu animowany Invader Zim flaga ziemi, to kombinacja kolorów zielonego, niebieskiego i białego.
- W Gundam Wing flagą Ziemi jest czerwona róża z Ziemią pomiędzy płatkami. W sequelu filmu dodano gałązki oliwne otaczające różę.
- W filmie Gwiezdna eskadra rolę flagi pełni biała flaga ze zdjęciem Ziemi oraz otaczającymi ją trzema gwiazdkami.
- W The Holy Terror rolę flagi pełni flaga Szkocji.

## Galeria
Poniżej znajdują się wybrane propozycje flag Ziemi opisanych wcześniej.

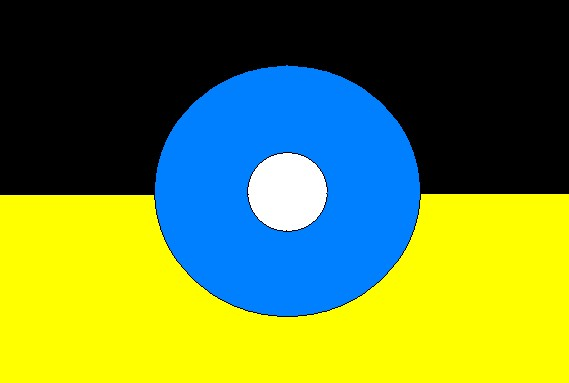
Alternatywna wersja flagi Jamesa Cadle'a
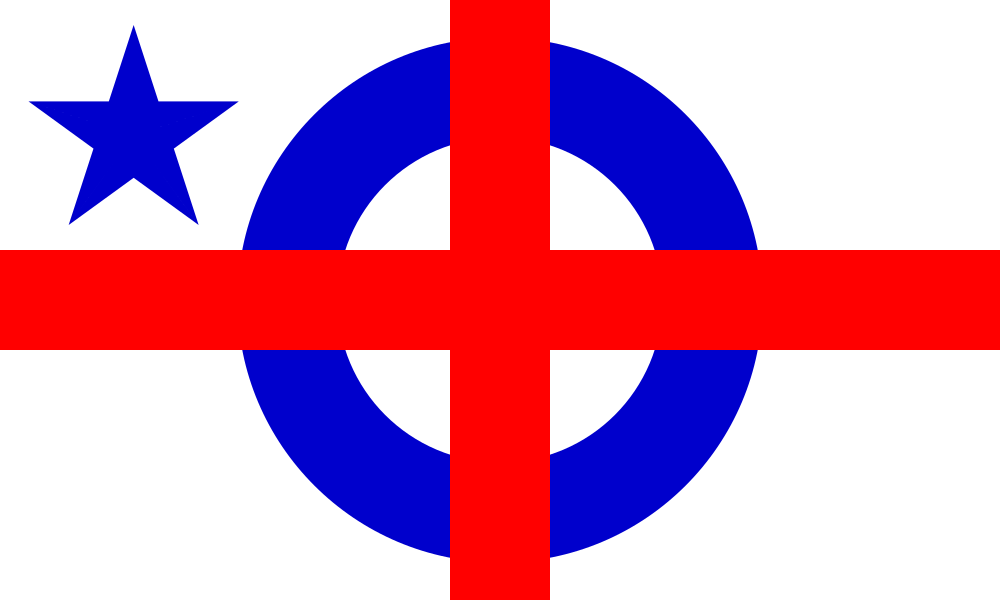
Proponowana flaga według George’a Dibberna
Flaga według koncepcji  Fibitz Reality Adjustment
Fikcyjna flaga z filmu Futurama
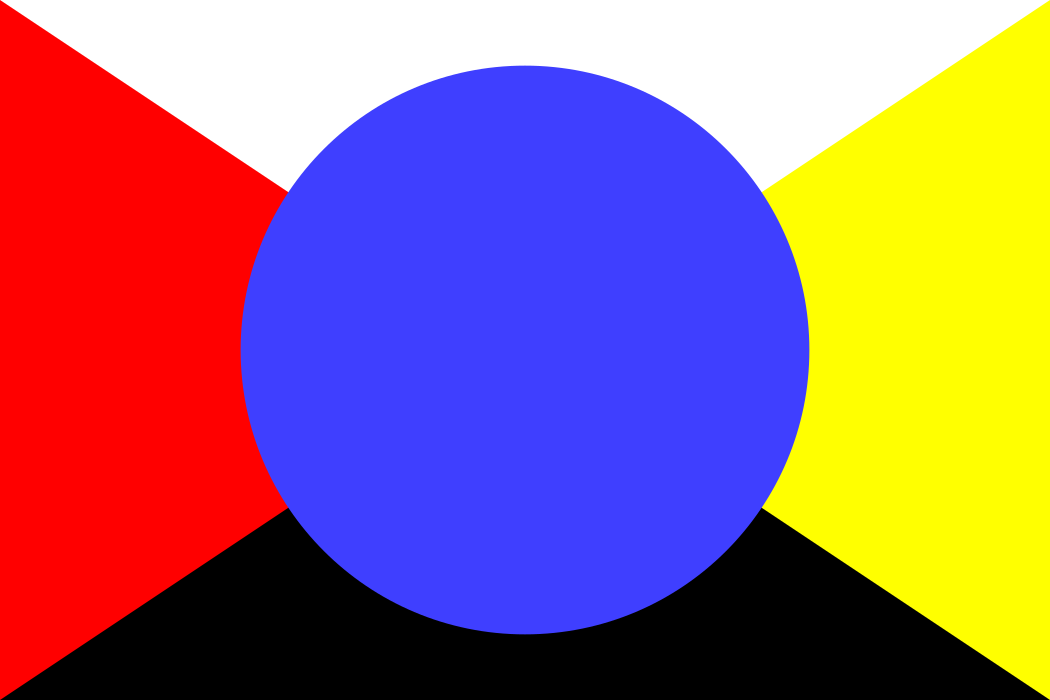
Flaga Ziemi autorstwa Jeana-Sylvain Delroux
Flaga autorstwa Pedro M. Quesada
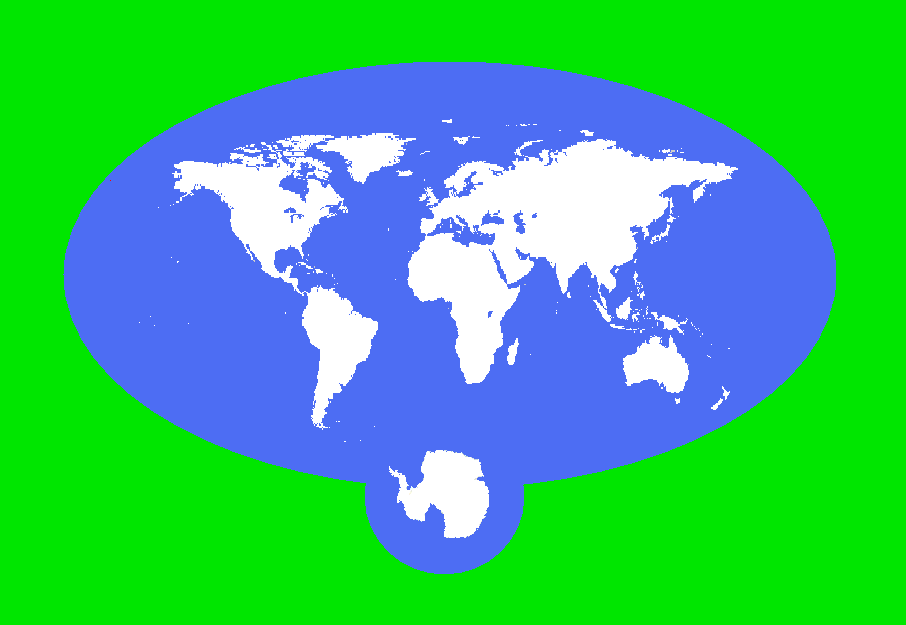
Flaga kraju nieznanego pochodzenia.